# Галкин, Аркадий Ильич
Арка́дий Ильич Га́лкин (9 ноября 1935, Речица — 28 июля 2017, Бонн, Северный Рейн-Вестфалия) — советский и российский учёный-геолог, историк геологии и краевед Республики Коми, председатель общества Ухто-Печорский «Мемориал» (1994—2001). Известен как последовательный критик культа личности И. М. Губкина и его репрессивной деятельности среди геологов.

## Биография
Родился 9 ноября 1935 года в городе Речица, Гомельской области, Белорусской ССР.

### Образование
В 1953 году окончил среднюю школу в городе Пушкино Московской области.
В 1953—1958 годах учился в Московском нефтяном институте им. И. М. Губкина

### Экспедиционная работа
В 1958—1960 годах работал коллектором в нефтегазоразведочной экспедиции в посёлке Сангары, Якутской АССР, затем Инженером-химиком в тематической экспедиции в городе Якутск.
В 1961—1964 годах — инженер в Институте «Гипроречтранс» в городе Новосибирск.
В 1964—1967 годах геолог нефтегазоразведочных экспедиций в Ярославской и Смоленской областях.
В 1967 году приехал а Коми АССР. Hаботал в Сыктывкаре, в Институте геологии Коми филиала АН СССР, затем — в Печоре. А в 1975 г. переехал в Ухту.
В 1978—1987 годах — старший геолог Ухтинских экспедиций.
В 1987—1990 годах — старший научный сотрудник КОМЭ ТПО ВНИГРИ.

### Работа по истории геологии
С 1989 года последовательно разоблачал культ личности и репрессивную деятельность по отношению к геологам и геологическим организациям со стороны И. М. Губкина, выступал по этой теме на научных конференциях, написал множество статей. Проанализировав труды и архивные материалы И. М. Губкина и его современников, он пришёл к выводу, что роль академика, как основоположника геологоразведки и нефтяной промышленности, геологической науки в СССР сильно преувеличена.
В 1994 году стал одним из основателей издания серии научно-популярных историко-краеведческих сборников «Люди Ухты».
Является научным биографом геолога-нефтяника Ивана Николаевича Стрижова (1872-1953), 14 ноября 2001 года защитил диссертацию в Институте истории естествознания и техники имени С. И. Вавилова РАН по теме «Вклад И. Н. Стрижова в становление и развитие геологии нефти и газа (конец 19 — начало 20 вв.)».

### Организаторская и просветительская работа
10 ноября 1990 года вышел на пенсию. С этого времени все силы отдавал просвещению, истории геологии и работе в обществе «Мемориал».
В 1991—2001 годах работал в доме пионеров в городе Ухта.
А. И. Галкин был знаком с историей работы подневольных геологов Ухтпечлага-Ухтижемлага, и в 1989 году он стал одним из основателей «Мемориала» в городе Ухта. С 1994 по 2001 годы был председателем и сопредседателем Ухто-Печорского «Мемориала». Ему и принадлежала идея создания из небольших «мемориальских» групп ассоциации с центром в Ухте под названием Ухто-Печорский «Мемориал». Он регулярно проводил семинары и собрания, помогающие объединить усилия мемориальцев из разных городов и поселков Республики Коми.
В 2001 году сформировал коллекцию фонда Гулага в Музее Ухтинского государственного технического университета.
По инициативе А. И. Галкина в Ухтинском районе установлены памятные кресты в местах массовых захоронений заключённых: на Малом Загородном кладбище, на кладбище Дежневской лагерной больницы и на месте лагпункта на реке Ухтарке в районе Параськиных озёр.

### Последние годы жизни
С 5 декабря 2001 года с семьей жил в городе Бонн в Германии, но ежегодно приезжал в Москву и Ухту на научные конференции, для работы в архивах и библиотеках, встречи с коллегами, готовил новые книги и статьи.
Он также активно принимал участие в проекте Мемориала «Германия» — составлении компакт-диска и сайта о системе ГУЛАГа.
Скончплся 28 июля 2017 года в городе Бонне.